# Nicolas Bourgeois
Pour les articles homonymes, voir Bourgeois.
Nicolas Bourgeois est né le 25 février 1753 à Chartres et mort le 14 octobre 1803 à Brou (Eure-et-Loir). C'est un médecin et un homme politique.

## Vie politique
Il est médecin à Châteaudun lorsqu'il est élu à la Convention nationale le 6 septembre 1792 pour le département d'Eure et Loir. Lors du procès de Louis XVI, il déclare d'abord le roi déchu coupable mais n'est pas présent aux autres appels à la convention ce qu'il justifiera par une maladie.
Le 27 mars 1795, il s'oppose à la précipitation avec laquelle la convention poursuit les anciens membres du Comité de salut public. Le 3 germinal an III, il appuie l'avis d'écarter la convocation des assemblées primaires pour le renouvellement de la Convention et demande  la liberté des détenus emprisonnés pour « délits révolutionnaires ». Son mandat à la convention prend fin le 26 octobre 1795.
Il est membre de la commission chargée de l'examen des résolutions et rend en juillet 1795 un décret sur la police des Tuileries.
Le 4 brumaire an IV (26 octobre 1795), Nicolas Bourgeois fait partie des conventionnels qui entrent au conseil des Anciens. Ayant obtenu un congé en février 1796, il adresse de son département au conseil une lettre, dans laquelle il proteste de son inviolable attachement à la république et jure une haine éternelle à la royauté. Sorti du conseil en mai 1797, on ne sait plus grand-chose de lui si ce n'est qu'il meurt six ans plus tard le 14 octobre 1803 à Brou.